# Crizotinib
El Crizotinib  (nombre comercial  Xalkori® , Pfizer) es un medicamento anticanceroso que actúa como inhibidor de la ALK (linfoma quinasa anaplásico)  y ROS1 (c-ros oncogén 1),  aprobado para el tratamiento de algunos carcinomas de pulmón de células no pequeñas (CPCNP) en los EE.UU. y algunos otros países, y se están llevando a cabo ensayos clínicos que prueban su seguridad y eficacia en el linfoma anaplásico de células grandes, el neuroblastoma y otros tumores sólidos avanzados tanto en adultos como en niños.

## Mecanismo de acción

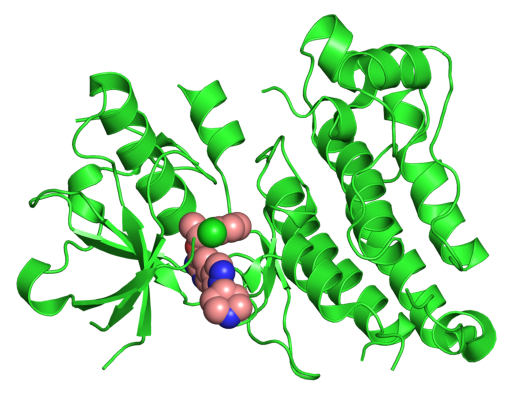
Linfoma anaplásico humano quinasa en complejo con crizotinib. PDB

Crizotinib tiene una estructura aminopiridina, y funciona como un inhibidor de la proteína quinasa por la unión competitiva del ATP de las quinasas diana. Alrededor del 4% de los pacientes con carcinoma pulmonar de células no pequeñas tienen un reordenamiento cromosómico que genera un gen de fusión entre EML4 ("proteína similar a la proteína 4 asociada al microtubo del equinodermio") y ALK ("linfoma cinasa anaplásica"), que da lugar a una actividad constitutiva de la cinasa que contribuye a la carcinogénesis y parece impulsar el fenotipo maligno. La actividad quinasa de la proteína de fusión es inhibida por el crizotinib. Los pacientes con esta fusión de genes son típicamente no fumadores jóvenes que no tienen mutaciones ni en el gen del receptor del factor de crecimiento epidérmico (EGFR) ni en el gen K-Ras. El número de nuevos casos de CPCNP de fusión ALK es de unos 9.000 por año en los EE.UU. y unos 45.000 en todo el mundo.
Se cree que las mutaciones ALK son importantes para impulsar el fenotipo maligno en alrededor de 15% de los casos de neuroblastoma, una forma poco frecuente de cáncer del sistema nervioso periférico que se produce casi exclusivamente en niños muy pequeños.
El crizotinib inhibe el receptor del factor de crecimiento de los hepatocitos c-Met (HGFR) tirosina quinasa, que participa en la oncogénesis de otras formas histológicas de neoplasias malignas
Actualmente se cree que el crizotinib ejerce sus efectos mediante la modulación del crecimiento, la migración y la invasión de las células malignas. Otros estudios sugieren que el crizotinib también podría actuar mediante la inhibición de la angiogénesis en los tumores malignos.

## Aprobaciones e indicaciones
El 26 de agosto de 2011, la Administración de Drogas y Alimentos de los Estados Unidos aprobó el crizotinib (Xalkori) para tratar ciertos cánceres de pulmón de células no pequeñas en etapa tardía (localmente avanzados o metastásicos) que expresan el gen anormal del linfoma quinasa anaplásico (ALK) La aprobación requirió una prueba molecular complementaria para la fusión EML4-ALK. En marzo de 2016, la Administración de Drogas y Alimentos de los Estados Unidos aprobó el crizotinib en el cáncer de pulmón de células no pequeñas positivo para ROS1.
En octubre de 2012, la Agencia Europea de Medicamentos aprobó el uso de crizotinib (Xalkori) para tratar los cánceres de pulmón de células no pequeñas que expresan el gen anormal del linfoma quinasa anaplásico (ALK).

## Investigaciones clínicos
El crizotinib hizo que los tumores disminuyesen de tamaño o se estabilizaran en el 90% de los 82 pacientes portadores del gen de fusión ALK. Los tumores se redujeron al menos un 30% en el 57% de las personas tratadas. La mayoría  tenían adenocarcinoma y nunca habían fumado o eran ex fumadores. Habían tenido un tratamiento previo antes de recibir crizotinib, y solo se esperaba que el 10% respondiera a la terapia.
Se les administró 250 mg crizotinib dos veces al día durante seis meses. Aproximadamente el 50% de estos pacientes sufrió al menos un efecto secundario, como náuseas, vómitos o diarrea. Algunas respuestas al crizotinib han durado hasta 15 meses.
Un ensayo de fase 3, PERFIL 1007, compara el crizotinib con la quimioterapia de segunda línea (pemetrexed o  taxotere) en el tratamiento del CPCNP con ALK positivo. Además, una investigación de fase 2, PERFIL 1005, investiga a los pacientes que cumplen criterios similares y que han recibido más de una línea de quimioterapia previa..
El 26 de agosto de 2011, la FDA aprobó crizotinib (Xalkori) para tratar ciertas etapas finales de cáncer de pulmón de células no pequeñas que expresan el gen anormal quinasa de linfoma anaplásico (ALK) (metastásico localmente avanzado ). Approval required a companion molecular test for the EML4-ALK fusion.
El crizotinib también se está probando en ensayos clínicos de linfoma anaplásico diseminado de células grandes avanzado y neuroblastoma.
En febrero de 2016 el estudio J-ALEX fase III que comparaba el alectinib con el crizotinib ALK-positivo NSCLC metastásico se terminó anticipadamente porque un análisis provisional mostró que la supervivencia sin progresión era más larga con el alectinib. Estos resultados se confirmaron en un análisis de 2017.